# Temporada 1974 de la NFL
La Temporada 1974 de la NFL fue la 55.ª en la historia de la NFL. Los jugadores realizaron una huelga a partir del 1 de julio hasta el 10 de agosto de ese año, antes del comienzo de la temporada regular. Sólo un partido de pretemporada (Colegio Juego de Estrellas de Chicago de ese año) fue cancelado, y los demás juegos de pretemporada se llevaron a cabo con jugadores Novatos.
La temporada finalizó con el Super Bowl IX, cuando los Pittsburgh Steelers vencieron a los Minnesota Vikings en el Tulane Stadium, New Orleans, Louisiana por 16 a 6 el 12 de enero de 1975, siendo el primero de cuatro títulos conseguidos en un lapso de 6 temporadas.

## Carrera Divisional
Desde 1970 hasta el 2001, a excepción de la temporada acortada por la huelga de 1982, había tres divisiones (Este, Central y Oeste) en cada conferencia. Los ganadores de cada división, y un cuarto equipo "comodín" se clasificaban para los playoffs. Las reglas de desempate se basaron en enfrentamientos directos, seguido de los registros de división, los registros de oponentes comunes, y juego de conferencia.

### Conferencia Nacional
| Semana | Este      |        | Central    |        | Oeste           |        | WildCard        |        |
| ------ | --------- | ------ | ---------- | ------ | --------------- | ------ | --------------- | ------ |
| 1      | 3 equipos | 1-0-0  | (Chi, Min) | 1-0-0  | (LA, SF)        | 1-0-0  | 4 equipos       | 1-0-0  |
| 2      | St. Louis | 2-0-0  | Minnesota  | 2-0-0  | Empate (LA, SF) | 2-0-0  | Empate (LA, SF) | 2-0-0  |
| 3      | St. Louis | 3-0-0  | Minnesota  | 3-0-0  | Empate (LA, SF) | 2-1-0  | 4 equipos       | 2-1-0  |
| 4      | St. Louis | 4-0-0  | Minnesota  | 4-0-0  | Los Angeles     | 3-1-0  | Philadelphia    | 3-1-0  |
| 5      | St. Louis | 5-0-0  | Minnesota  | 5-0-0  | Los Angeles     | 3-2-0  | Philadelphia    | 4-1-0  |
| 6      | St. Louis | 6-0-0  | Minnesota  | 5-1-0  | Los Angeles     | 4-2-0  | Philadelphia    | 4-2-0  |
| 7      | St. Louis | 7-0-0  | Minnesota  | 5-2-0  | Los Angeles     | 5-2-0  | Washington      | 4-3-0  |
| 8      | St. Louis | 7-1-0  | Minnesota  | 6-2-0  | Los Angeles     | 6-2-0  | Washington      | 5-3-0  |
| 9      | St. Louis | 7-2-0  | Minnesota  | 7-2-0  | Los Angeles     | 7-2-0  | Washington      | 6-3-0  |
| 10     | St. Louis | 8-2-0  | Minnesota  | 7-3-0  | Los Angeles     | 7-3-0  | Washington      | 7-3-0  |
| 11     | St. Louis | 9-2-0  | Minnesota  | 7-4-0  | Los Angeles     | 8-3-0  | Washington      | 8-3-0  |
| 12     | St. Louis | 9-3-0  | Minnesota  | 8-4-0  | Los Angeles     | 9-3-0  | Washington      | 8-4-0  |
| 13     | St. Louis | 9-4-0  | Minnesota  | 9-4-0  | Los Angeles     | 9-4-0  | Washington      | 9-4-0  |
| 14     | St. Louis | 10-4-0 | Minnesota  | 10-4-0 | Los Angeles     | 10-4-0 | Washington      | 10-4-0 |

### Conferencia Americana
| Semana | Este        |        | Central    |        | Oeste       |        | WildCard    |       |
| ------ | ----------- | ------ | ---------- | ------ | ----------- | ------ | ----------- | ----- |
| 1      | (Buf, Mia)  | 1-0-0  | 3 equipos  | 1-0-0  | Kansas City | 1-0-0  | 3 equipos   | 1-0-0 |
| 2      | New England | 2-0-0  | Pittsburgh | 1-0-1  | Oakland*    | 1-1-0  | 8 equipos   | 1-1-0 |
| 3      | New England | 3-0-0  | Cincinnati | 2-1-0  | Oakland*    | 2-1-0  | 3 equipos   | 2-1-0 |
| 4      | New England | 4-0-0  | Cincinnati | 3-1-0  | Oakland     | 3-1-0  | Pittsburgh  | 2-1-1 |
| 5      | New England | 5-0-0  | Cincinnati | 4-1-0  | Oakland     | 4-1-0  | Buffalo     | 4-1-0 |
| 6      | Buffalo     | 5-1-0  | Pittsburgh | 4-1-1  | Oakland     | 5-1-0  | New England | 5-1-0 |
| 7      | Buffalo     | 6-1-0  | Pittsburgh | 5-1-1  | Oakland     | 6-1-0  | New England | 6-1-0 |
| 8      | Buffalo     | 7-1-0  | Pittsburgh | 6-1-1  | Oakland     | 7-1-0  | New England | 6-2-0 |
| 9      | Miami       | 7-2-0  | Pittsburgh | 6-2-1  | Oakland     | 8-1-0  | Buffalo     | 7-2-0 |
| 10     | Miami       | 8-2-0  | Pittsburgh | 7-2-1  | Oakland     | 9-1-0  | Buffalo     | 7-3-0 |
| 11     | Miami       | 8-3-0  | Pittsburgh | 8-2-1  | Oakland     | 9-2-0  | Buffalo     | 8-3-0 |
| 12     | Miami       | 9-3-0  | Pittsburgh | 8-3-1  | Oakland     | 10-2-0 | Buffalo     | 9-3-0 |
| 13     | Miami       | 10-3-0 | Pittsburgh | 9-3-1  | Oakland     | 11-2-0 | Buffalo     | 9-4-0 |
| 14     | Miami       | 11-3-0 | Pittsburgh | 10-3-1 | Oakland     | 12-2-0 | Buffalo     | 9-5-0 |

## Temporada regular
V = Victorias, D = Derrotas, E = Empates, CTE = Cociente de victorias [V+(E/2)]/(V+D+E), PF= Puntos a favor, PC = Puntos en contra
| Clasificado para los playoffs |

| Miami Dolphins(2)    | 11 | 3  | 0 | .786 | 327 | 216 |
| Buffalo Bills(4)     | 9  | 5  | 0 | .643 | 264 | 244 |
| New England Patriots | 7  | 7  | 0 | .500 | 348 | 289 |
| New York Jets        | 7  | 7  | 0 | .500 | 279 | 300 |
| Baltimore Colts      | 2  | 12 | 0 | .143 | 190 | 329 |

| Pittsburgh Steelers(3) | 10 | 3  | 1 | .750 | 305 | 189 |
| Houston Oilers         | 7  | 7  | 0 | .500 | 236 | 282 |
| Cincinnati Bengals     | 7  | 7  | 0 | .500 | 283 | 259 |
| Cleveland Browns       | 4  | 10 | 0 | .286 | 251 | 344 |

| Oakland Raiders(1) | 12 | 2 | 0 | .857 | 355 | 228 |
| Denver Broncos     | 7  | 6 | 1 | .536 | 302 | 294 |
| Kansas City Chiefs | 5  | 9 | 0 | .357 | 233 | 293 |
| San Diego Chargers | 5  | 9 | 0 | .357 | 212 | 285 |

| St. Louis Cardinals(3) | 10 | 4  | 0 | .714 | 285 | 218 |
| Washington Redskins(4) | 10 | 4  | 0 | .714 | 320 | 196 |
| Dallas Cowboys         | 8  | 6  | 0 | .571 | 297 | 235 |
| Philadelphia Eagles    | 7  | 7  | 0 | .500 | 242 | 217 |
| New York Giants        | 2  | 12 | 0 | .143 | 195 | 299 |

| Minnesota Vikings(1) | 10 | 4  | 0 | .714 | 310 | 195 |
| Detroit Lions        | 7  | 7  | 0 | .500 | 256 | 270 |
| Green Bay Packers    | 6  | 8  | 0 | .429 | 210 | 206 |
| Chicago Bears        | 4  | 10 | 0 | .286 | 152 | 279 |

| Los Angeles Rams(2) | 10 | 4  | 0 | .714 | 263 | 181 |
| San Francisco 49ers | 6  | 8  | 0 | .429 | 226 | 236 |
| New Orleans Saints  | 5  | 9  | 0 | .357 | 166 | 263 |
| Atlanta Falcons     | 3  | 11 | 0 | .214 | 111 | 271 |

### Desempates
- New England finalizó por delante de New York Jets en la AFC Este basado en un mejor registro contra oponentes comunes (5–4 contra 4–5 de los Jets).
- Houston finalizó por delante de Cincinnati en la AFC Central basado en victorias en enfrentamientos directos (2–0).
- Kansas City finalizó por delante de San Diego en la AFC Oeste asado en un mejor registro contra oponentes comunes (4–6 contra 3–7 de los Chargers).
- St. Louis finalizó por delante de Washington en la NFC Este basado en victorias en enfrentamientos directos (2–0).

## Postemporada
Nota: Antes de la temporada 1975, las localías en los playoffs se decidían sobre la base de una rotación anual.
|  | Ronda Divisional                 | Ronda Divisional          | Ronda Divisional          |                                  |           | Finales de Conferencia | Finales de Conferencia     | Finales de Conferencia     |                            |               | Super Bowl    | Super Bowl    | Super Bowl |  |  |
|  |                                  |                           |                           |                                  |           |                        |                            |                            |                            |               |               |               |            |  |  |
|  |                                  |                           |                           |                                  |           |                        |                            |                            |                            |               |               |               |            |  |  |
|  | 22 de Dic – Three Rivers Stadium |                           |                           |                                  |           |                        |                            |                            |                            |               |               |               |            |  |  |
|  | 4                                | Buffalo                   | 14                        |                                  |           |                        |                            |                            |                            |               |               |               |            |  |  |
|  | 4                                | Buffalo                   | 14                        | 29 de Dic - Oakland Coliseum     |           |                        |                            |                            |                            |               |               |               |            |  |  |
|  | 3                                | Pittsburgh                | 32                        |                                  |           |                        |                            |                            |                            |               |               |               |            |  |  |
|  | 3                                | Pittsburgh                | 32                        |                                  | 3         | Pittsburgh             | 24                         |                            |                            |               |               |               |            |  |  |
|  | 21 de Dic - Oakland Coliseum     |                           |                           |                                  | 3         | Pittsburgh             | 24                         |                            |                            |               |               |               |            |  |  |
|  |                                  | 1                         | Oakland                   | 13                               |           |                        |                            |                            |                            |               |               |               |            |  |  |
|  | 2                                | 1                         | Oakland                   | 13                               | Miami     | 26                     |                            |                            |                            |               |               |               |            |  |  |
|  | 2                                | Campeonato de la AFC      |                           |                                  | Miami     | 26                     |                            |                            |                            |               |               |               |            |  |  |
|  | 1                                | Oakland                   | 28                        |                                  |           |                        | 12 de Ene - Tulane Stadium | 12 de Ene - Tulane Stadium | 12 de Ene - Tulane Stadium |               |               |               |            |  |  |
|  | 1                                | Oakland                   | 28                        |                                  |           |                        | 12 de Ene - Tulane Stadium | 12 de Ene - Tulane Stadium | 12 de Ene - Tulane Stadium |               |               |               |            |  |  |
|  |                                  |                           |                           |                                  |           |                        |                            |                            |                            | A3            | Pittsburgh    | 16            |            |  |  |
|  | 22 de Dic – L.A. Coliseum        | 22 de Dic – L.A. Coliseum | 22 de Dic – L.A. Coliseum |                                  |           |                        |                            |                            |                            | N1            | Minnesota     | 6             |            |  |  |
|  | 4                                | Washington                | 10                        |                                  |           |                        |                            |                            |                            | Super Bowl IX | Super Bowl IX | Super Bowl IX |            |  |  |
|  | 4                                | Washington                | 10                        | 29 de Dic - Metropolitan Stadium |           |                        |                            |                            |                            | Super Bowl IX | Super Bowl IX | Super Bowl IX |            |  |  |
|  | 2                                | Los Angeles               | 19                        |                                  |           |                        |                            |                            |                            |               |               |               |            |  |  |
|  | 2                                | Los Angeles               | 19                        |                                  | 2         | Los Angeles            | 10                         |                            |                            |               |               |               |            |  |  |
|  | 21 de Dic – Metropolitan Stadium |                           |                           |                                  | 2         | Los Angeles            | 10                         |                            |                            |               |               |               |            |  |  |
|  |                                  | 1                         | Minnesota                 | 14                               |           |                        |                            |                            |                            |               |               |               |            |  |  |
|  | 3                                | 1                         | Minnesota                 | 14                               | St. Louis | 14                     |                            |                            |                            |               |               |               |            |  |  |
|  | 3                                | Campeonato de la NFC      |                           |                                  | St. Louis | 14                     |                            |                            |                            |               |               |               |            |  |  |
|  | 1                                | Minnesota                 | 30                        |                                  |           |                        |                            |                            |                            |               |               |               |            |  |  |
|  | 1                                | Minnesota                 | 30                        |                                  |           |                        |                            |                            |                            |               |               |               |            |  |  |

La letra negrita indica el equipo ganador.

## Premios anuales
Al final de temporada se entregan diferentes premios reconociendo el valor del jugador durante la temporada entera.
| Premio                     | Ganador       | Posición      | Equipo              |
| -------------------------- | ------------- | ------------- | ------------------- |
| Jugador más valioso        | Ken Stabler   | Quarterback   | Oakland Raiders     |
| Jugador ofensivo del año   | Ken Stabler   | Quarterback   | Oakland Raiders     |
| Jugador defensivo del año  | Joe Greene    | Defensive end | Pittsburgh Steelers |
| Entrenador del año         | Don Coryell   | Head Coach    | St. Louis Cardinals |
| Novato ofensivo del año    | Don Woods     | Running back, | San Diego Chrgers   |
| Novato defensivo del año   | Jack Lambert  | Linebacker    | Pittsburgh Steelers |
| Regreso del año            | Joe Namath    | Quarterback   | New York Jets       |
| Hombre del Año             | George Blanda | Quarterback   | Oakland Raiders     |
| Jugador más valioso del SB | Franco Harris | Fullback      | Pittsburgh Steelers |